# アーサー、もしくは大英帝国の衰退ならびに滅亡
アーサー、もしくは大英帝国の衰退ならびに滅亡(Arthur (Or the Decline and Fall of the British Empire))は、1969年にリリースされたザ・キンクスのアルバム。前作『ヴィレッジ・グリーン・プリザヴェイション・ソサエティ』の商業的失敗の後、オリジナル・メンバーのピート・クウェイフが脱退し、ベーシストとしてジョン・ダルトンが再加入することとなった。本作はグラナダ・テレビのドラマ用に製作されたが、ドラマの計画は頓挫し独立したコンセプト・アルバムとして完成した。ドラマの脚本はレイ・デイヴィスとジュリアン・ミッチェルによって書かれ、物語はレイの義理の兄アーサー（1960年代初めに妻のローズとともにオーストラリアに移住した。）のエピソードに基づく。
主人公のアーサー・モーガンは労働者階級。第二次世界大戦後のイギリスにおける彼の家族の苦境が描かれる。彼は息子のためにオーストラリアへの移住を決意する。イギリス帝国 - 二つの大戦 - 大戦後の現代と、その歴史に翻弄される小市民の生活をレイ独特のシニカルな、かつ愛情のこもった視点から描いた作品である。
「ヴィクトリア」や「ブレインウォッシュド」のような曲に示されるように、バンドはロックン・ロールへの回帰を表した。本作は発表当時アメリカに於いて好意的評価を得た。またコンセプト・アルバムやロック・オペラの作品例として、ザ・フーが同年5月に発表した『トミー』と比較されることも多かった。本作の成功および「ローラ」のヒットは1965年に全米音楽家連盟から受けたアメリカ合衆国での活動禁止解除後のアメリカ・ツアーのお膳立てとなった。

## 曲目
特筆無い限りレイ・ディヴィス作詞作曲。
1. ヴィクトリア - Victoria 3:40
2. イエス・サー・ノー・サー - Yes Sir, No Sir 3:46
3. サム・マザーズ・サン - Some Mother's Son 3:25
4. ドライヴィン - Drivin' 3:21
5. ブレインウォッシュド - Brainwashed 2:34
6. オーストラリア - Australia 6:46
7. シャングリ・ラ - Shangri-La 5:20
8. ミスター・チャーチル・セッズ - Mr. Churchill Says 4:42
9. マリーナ王女の帽子のような - She Bought A Hat Like Princess Marina 3:07
10. 若くて純真な時代 - Young And Innocent Days 3:21
11. ナッシング・トゥ・セイ - Nothing To Say 3:08
12. アーサー - Arthur 5:27

ボーナス・トラック
1. プラスティック・マン - Plastic Man (D. Davis) 3:02
2. キング・コング - King Kong 3:21
3. ドライヴィン - Drivin' 3:11
4. 母の腕の中に - Mindless Child Of Motherhood 3:15
5. ディス・マン - This Man He Weeps Tonight (D. Davis) 2:40
6. プラスティック・マン - Plastic Man (D. Davis) 3:00
7. 母の腕の中に - Mindless Child Of Motherhood 3:08
8. ディス・マン - This Man He Weeps Tonight (D. Davis) 2:38
9. マリーナ王女の帽子のような - She Bought A Hat Like Princess Marina 3:05
10. ミスター・シューメーカーの娘 - Mr. Shoemakers Daughter (D. Davis) 3:07